# Przekazy o kraju Wa
Przekazy o kraju Wa (chiń. upr. 倭人传; chiń. trad. 倭人傳; pinyin Wōrénzhuàn; jap. 倭人伝, Wajinden) – chiński tekst stanowiący część Kroniki Trzech Królestw (chiń. trad. 三國志; pinyin Sānguó Zhì), spisany w okresie ok. 280–297 n.e., będący jednym z najstarszych źródeł historycznych dotyczących Japonii.
Składający się z około 2 tysięcy znaków pisma chińskiego tekst, autorstwa Chen Shou (陳壽), stanowi opis drogi z chińskiej komanderii Daifang do zamorskiego kraju Yamatai. Podane są szczegółowe opisy poszczególnych krajów (flora, fauna, stosunki społeczne) oraz kierunki i odległości. Kraj Wa (Japonia) według Worenzhuan dzielił się na 30 państewek plemiennych, wśród których hegemonem było Yamatai. Relacja o tym kraju zawiera informacje o jego władczyni imieniem Himiko i stosunkach z Chinami. Błędy w opisach geograficznych uniemożliwiają jednak dokładne określenie położenia Yamatai.